# ریول
ریول (به آلمانی: Riol) یک شهر در آلمان است که در تریر-زاربورگ واقع شده‌است. ریول ۱٬۱۰۰ نفر جمعیت دارد.